# Ћепенак
Ћепенак (тур. kepenk) је једно од два (или три) дрвена крила дрвене конструкције која се, као архитектонски детаљ, често могла видети на старим дућанима у чаршијама и служила је уместо врата. Такође се може односити и на прозорско крило, али може означавати и мали дућан (продавницу).
Уобичајено је да се реч ћепенак у једнини користи за један капак, док се за целу конструкцију користи множина ћепенци. Међутим, у неким случајевима се и цела конструкција назива једноставно ћепенак.
У савременом турском језику реч kepenk означава пластичне или металне ролетне на прозорима или вратима балкона или гаража.

## Изглед
Ћепенци су конструкција састављена од два или три дрвена капка. Представљају дрвено прочеље дућана или радионице. Један или два горња капка (зависно од конструкције) се подижу, а доњи спушта. Горњи капци каче се за кров и могу представљати својеврсну надстрешницу — заштиту од сунца. Доњи капак се подупире и на њему се излаже роба, а може служити и за седење.
Опис ћепенка на једној старој ковачници у Ђевђелији: „... Свака ковачница имала је врата на улазу, која су се ноћу, а понекад и дању, закључавала и велики 'ћепенак' на предњем зиду. Ћепенак је био повелики четвртасти отвор у облику повеликог прозора у зиду који се ноћу затварао даскама на гредицама, као што се врата затварају резом. Ћепенак је био утврђен шаркама на горњој страни отвора, управо за горњи довратак, па се, приликом отварања, капак подизао горе, подупирући га дрвеним подупирачима да ћепенак буде у водоравном правцу и да служи унеколико и као заклон од сунца. Доњи део ћепенка састојао се од дасака које су се водоравно пружале преко доњег дела зида за пола метра изван зида и служио је за седиште 'муштерија' (купаца), па и за ковача. ... Спољни, истурени део ћепенка служио је муштеријама за седење и разговор, јер није био обичај да се улази у ковачницу. Ћепенак је служио и за излагање израђеног или оправљеног злата.”

## Традиција и литература
Ћепенак се често помиње у делима старих српских писаца. „Најпознатији” ћепенци могу се наћи у романима Зона Замфирова Стевана Сремца и Газда Младен Боре Станковића.